# Liste der Staatsoberhäupter 1246
Übersicht
◄◄ | ◄ | 1242 | 1243 | 1244 | 1245 | Liste der Staatsoberhäupter 1246 | 1247 | 1248 | 1249 | 1250 | ► | ►►

Weitere Ereignisse

## Afrika
- Ägypten (Ayyubiden)
  - Sultan: As-Salih (1240–1249)

- Algerien (Abdalwadiden)
  - Sultan: Abu Yahya ibn Zayyan (1236–1282)

- Äthiopien
  - Kaiser (Negus Negest): Yetbarak (1207–1247) (1260–1268)

- Ifriqiya (Ost-Algerien, Tunesien) (Hafsiden)
  - Emir: Abu Zakariya Yahya I. (1229–1249)

- Kanem-Bornu (Sefuwa-Dynastie)
  - König: Kaday I. (1242–1270)

- Königreich Mali
  - König: Sundiata Keïta (1240–1260)

- Marokko
  - Almohaden in Marrakesch
    - Kalif: Ali Abul-Hasan as-Said (1242–1248)

  - Meriniden in Fès
    - Sultan:  Abu Yahya Abu Bakr (1244–1258)

## Amerika
- Inkareich
  - Sinchi: Sinchi Roca (ca. 1230–ca. 1260)

## Asien
- Bagan
  - König: Kyaswa (1234–1250)

- Champa
  - König: Jaya Paramesvara Varman II. (1220–1252)

- China (Song-Dynastie)
  - Kaiser: Lizong (1224–1264)

- Georgien
  - König: David VI. (1243–1259)
  - König: David VII. (1246–1259)

- Reich der Goldenen Horde
  - Khan: Batu Khan (1236–1255)

- Indien
  - Ahom (Assam)
    - König: Sukaphaa (1228–1268)

  - Chola (in Südindien)
    - König: Rajaraja Chola III. (1218–1256)
    - König: Rajendra Chola III. (1246–1279)

  - Delhi
    - Sultan: Ala ud din Masud (1242–1246)
    - Sultan: Nasir ud din Mahmud I. (1246–1266)

  - Hoysala (im heutigen Karnataka)
    - König: Vira Someshwara (1235–1254)

  - Pandya (in Südindien)
    - König: Maaravaramban Sundara Pandiyan II. (1241–1251)

- Japan
  - Kaiser: Go-Saga (1242–1246)
  - Kaiser: Go-Fukakusa (1246–1259)
  - Shōgun (Kamakura): Kujō Yoritsugu (1244–1252)

- Kalifat der Abbasiden
  - Kalif: Al-Mustasim (1242–1258)

- Kambuja (Khmer)
  - König: Jayavarman VIII. (1243–1295)

- Kleinarmenien
  - Königin: Isabella (1219–1252)
  - König: Hethum I. (1226–1269)

- Korea (Goryeo-Dynastie)
  - König: Gojong (1213–1259)

- Kreuzfahrerstaaten
  - Königreich Jerusalem
    - König: Konrad II. (1228–1254)

  - Fürstentum Antiochia
    - Fürst: Bohemund V. (1233–1252)

  - Grafschaft Tripolis
    - Graf:  Bohemund V. (1233–1252)

- Mongolei
  - Regentin: Töregene (1241–1246)
  - Großkhan: Güyük Khan (1246–1248)

- Ryūkyū-Inseln
  - König: Shun Bajunki (1238–1248)

- Seldschuken
  - Rum-Seldschuken
    - Sultan: Kai Chosrau II. (1237–1246)
    - Sultan: Kai Kaus II. (1246–1257)

- Thailand
  - Sukhothai
    - König: Sri Indraditya (1238–1270)

- Trapezunt
  - Kaiser: Manuel I. (1238–1263)

- Vietnam (Tran-Dynastie)
  - Kaiser: Trần Cảnh (1226–1258)

## Europa
- Achaia
  - Fürst: Gottfried II. von Villehardouin (1228–1246)
  - Fürst: Wilhelm II. von Villehardouin (1246–1278)

- Archipelagos
  - Herzog: Angelo (1227–1262)

- Athen
  - Herzog: Guido I. de la Roche (1225–1263)

- Bulgarien
  - Zar: Kaliman I. Assen (1241–1246)
  - Zar: Michael II. Assen (1246–1256)

- Byzantinisches Reich
  - Kaiserreich Nikaia
    - Kaiser: Johannes III. Dukas Vatatzes (1222–1254)

  - Lateinisches Kaiserreich
    - Kaiser: Balduin II. (1228–1261)

- Dänemark
  - König: Erik IV. (1241–1250)

- Deutschordensstaat
  - Hochmeister: Heinrich von Hohenlohe (1244–1249)

- England
  - König: Heinrich III. (1216–1272)

- Epirus
  - Despot: Michael II. Angelos (1230–1267/68)

- Frankreich
  - König: Ludwig IX.  (1226–1270)
  - Armagnac
    - Graf: Arnaud Othon de Lomagne (1243–1255)

  - Artois
    - Graf: Robert I. (1237–1250)

  - Astarac
    - Graf: Centulle II. (1233–1249)

  - Aumale
    - Graf: Ferdinand I. (1239–1252)

  - Auvergne (Grafschaft)
    - Graf: Wilhelm X. (1224–1247)

  - Auvergne (Dauphiné)
    - Dauphin: Robert II. (1240–1262)

  - Auxerre
    - Gräfin: Mathilde von Courtenay (1192–1257)

  - Bar
    - Graf: Theobald II. (1239–1291)

  - Blois
    - Graf: Hugo I. von Châtillon (1231–1248)

  - Bretagne
    - Herzog: Johann I. (1221–1286)

  - Burgund (Herzogtum)
    - Herzog: Hugo IV. (1218–1272)

  - Burgund (Freigrafschaft)
    - Pfalzgraf: Otto III. (1234–1248)

  - Champagne
    - Graf: Theobald IV. (1201–1253)

  - Chartres
    - Gräfin: Elisabeth (Isabella) (1218–1248)

  - Comminges
    - Graf: Bernard VI. (1241–1295(?))

  - Dauphiné
    - Graf: Guigues VII. (1237–1269)

  - Dreux
    - Graf: Johann I. (1234–1249)

  - Eu
    - Graf: Rudolf II. (1219–1246)
    - Gräfin: Maria (1246–1260)

  - Foix
    - Graf: Roger IV. (1241–1265)

  - Marche
    - Graf: Hugo X. von Lusignan (1219–1249)

  - Narbonne
    - Vizegraf: Amalric I. (1239–1270)

  - Nevers
    - Gräfin: Mathilde von Courtenay (1192–1257)

  - Orange
    - Fürst: Raimund I. (1219–1282)

  - Penthièvre
    - Gräfin: Jolantha (1235–1272)

  - Périgord
    - Graf: Elie VI. (1245–1251)

  - Provence
    - Gräfin: Beatrix (1245–1267)

  - Rethel
    - Graf: Johann (1242–1251)

  - Rodez
    - Graf: Hugo IV. (1221–1274)

  - Rouergue
    - Graf: Raimund VII. (1222–1249)

  - Sancerre
    - Graf: Ludwig I. (1218–1268)

  - Tonnerre
    - Gräfin: Mathilde von Courtenay (1192–1257)

  - Grafschaft Toulouse
    - Graf: Raimund VII. (1222–1249)

  - Vendôme
    - Graf: Peter (1230–1249)

- Heiliges Römisches Reich
  - König: Friedrich II. (1212–1250) (ab 1220 Kaiser)
  - König: Heinrich Raspe (1243–1247) Gegenkönig
  - Kurfürstentümer
    - Erzstift Köln
      - Erzbischof: Konrad von Hochstaden (1238–1261)

    - Erzstift Mainz
      - Erzbischof: Siegfried III. von Eppstein (1230–1249)

    - Erzstift Trier
      - Erzbischof: Arnold II. von Isenburg (1242–1259)

    - Böhmen
      - König: Wenzel I. (1230–1253)

    - Brandenburg
      - Johanneische Linie (Stendal)
        - Markgraf:  Johann I. (1220–1266)

      - Ottonische Linie (Salzwedel)
        - Markgraf: Otto III. (1220–1267)

    - Kurpfalz
      - Pfalzgraf: Otto II. der Erlauchte (1214/28–1253)

    - Sachsen
      - Herzog: Albrecht I. (1212–1260)

  - geistliche Fürstentümer
    - Hochstift Augsburg
      - Bischof: Siboto von Seefeld (1227–1247)

    - Hochstift Bamberg
      - Bischof: Heinrich I. von Bilversheim (1242–1257)

    - Hochstift Basel
      - Bischof: Lüthold II. von Rötteln (1238–1248)

    - Erzstift Besançon
      - Erzbischof: Guillaume II. de la Tour (1245–1268)

    - Hochstift Brandenburg
      - Bischof: Ruotger von Kerkow (1241–1249/51)

    - Erzstift Bremen-Hamburg
      - Erzbischof/Bischof: Gebhard II. zur Lippe (1219–1258)

    - Hochstift Brixen
      - Bischof: Egno von Eppan (1240–1250) (1247–1250 Administrator von Trient, 1250–1273 Bischof von Trient)

    - Hochstift Cambrai
      - Bischof: Guy I. de Laon (1238–1247)

    - Hochstift Cammin
      - Bischof: Wilhelm I. (1244–1251)

    - Hochstift Chur
      - Bischof: Volkard von Neuburg (1237–1251)

    - Hochstift Eichstätt
      - Bischof: Friedrich II. von Baratzhausen (1237–1246)

    - Hochstift Freising
      - Bischof: Konrad I. von Tölz und Hohenburg (1230–1258)

    - Hochstift Genf
      - Bischof: Aymo von Grandson (1215–1260)

    - Hochstift Halberstadt
      - Bischof: Meinard von Kranichfeld (1241–1252)

    - Hochstift Havelberg
      - Bischof: Heinrich I. von Kerkow (1244/45–1271/72)

    - Hochstift Hildesheim
      - Bischof: Konrad II. von Hildesheim (1221–1246)
      - Bischof: Heinrich I. von Rusteberg (1246–1257)

    - Hochstift Konstanz
      - Bischof: Heinrich von Tanne (1233–1248)

    - Hochstift Lausanne
      - Bischof: Jean I. de Cossonay (1240–1273)

    - Hochstift Lübeck
      - Bischof: Johannes I. (1230/31–1247)

    - Hochstift Lüttich
      - Bischof: Robert de Turotte (1240–1246)

    - Erzstift Magdeburg
      - Erzbischof: Wilbrand von Käfernburg (1235–1253)

    - Hochstift Meißen
      - Bischof: Konrad I. von Wallhausen (1240–1258)

    - Hochstift Merseburg
      - Bischof: Heinrich II. von Waren (1244–1265)

    - Hochstift Metz
      - Bischof: Jakob von Lothringen (1239–1260)

    - Hochstift Minden
      - Bischof: Johann von Diepholz (1242–1253)

    - Hochstift Münster
      - Bischof: Ludolf von Holte (1226–1247)

    - Hochstift Naumburg
      - Bischof: Dietrich II. von Meißen (1243–1272)

    - Hochstift Osnabrück
      - Bischof: Engelbert I. von Isenberg (1224–1226, 1239–1250)

    - Hochstift Paderborn
      - Bischof: Bernhard IV. zur Lippe (1228–1247)

    - Hochstift Passau
      - Bischof: Rudiger von Bergheim (1233–1250)

    - Hochstift Ratzeburg
      - Bischof: Ludolf I. (1236–1250)

    - Hochstift Regensburg
      - Bischof: Siegfried (1227–1246)

    - Erzstift Salzburg
      - Erzbischof: Eberhard von Regensberg (1200–1246) (1196–1200 Bischof von Brixen)

    - Hochstift Schwerin
      - Bischof: Dietrich (1240–1247)

    - Hochstift Sitten
      - Bischof: Heinrich I. von Raron (1243–1271)

    - Hochstift Speyer
      - Bischof: Heinrich II. von Leiningen (1245–1272) (1254–1256 Bischof von Würzburg)

    - Hochstift Straßburg
      - Bischof: Heinrich III. von Stahleck (1245–1260)

    - Hochstift Toul
      - Bischof: Rogier de Marcey (1231–1251)

    - Hochstift Trient
      - Bischof: Aldrighetto di Castelcampo (1232–1247)

    - Hochstift Utrecht
      - Bischof: Otto III. von Holland (1233–1249)

    - Hochstift Verden
      - Bischof: Lothar von Berg (1231–1251)

    - Hochstift Verdun
      - Bischof: Wido II. von Mellote (1245–1247)

    - Hochstift Worms
      - Bischof: Landolf von Hoheneck (1234–1247)

    - Hochstift Würzburg
      - Bischof: Hermann I. von Lobdeburg (1225–1254)

  - weltliche Fürstentümer
    - Anhalt
      - Fürst: Heinrich I. (1212–1252)

    - Baden
      - Markgraf: Rudolf I. (1243–1288)
      - Markgraf: Hermann VI. (1243–1250)

    - Bayern
      - Herzog: Otto II. der Erlauchte (1231–1253)

    - Berg
      - Graf: Heinrich IV. von Limburg (1225–1246)
      - Graf: Adolf IV. (1246–1259)

    - Brabant und Niederlothringen
      - Herzog: Heinrich II. (1235–1248)

    - Herzogtum Braunschweig-Lüneburg
      - Herzog: Otto das Kind (1235–1252)

    - Flandern
      - Gräfin: Margarete II. (1244–1278)

    - Geldern
      - Graf: Otto II. (1229–1271)

    - Hanau
      - Herr: Reinhard I. (um 1243–1281)

    - Hennegau
      - Gräfin: Margarete (1244–1280)

    - Hohenzollern
      - Graf: Friedrich IV. (1218–1251/55)

    - Holland
      - Graf: Wilhelm II. (1234–1256)

    - Holstein
      - Graf: Gerhard I. (1238–1261)
      - Graf: Johann I. (1238–1261)

    - Jülich
      - Graf: Wilhelm IV. (1219–1278)

    - Kärnten
      - Herzog: Bernhard (1202–1256)

    - Kleve
      - Graf: Dietrich IV./VI. (1202–1260)

    - Lausitz
      - Markgraf: Heinrich IV. der Erlauchte (1221–1288)

    - Limburg
      - Herzog: Heinrich IV. (1226–1246)

    - Lippe
      - Herr: Bernhard III. (1229–1265)

    - Lothringen (Herrscherliste)
      - Niederlothringen siehe Brabant
      - Oberlothringen
        - Herzog: Matthäus II. (1220–1251)

    - Lüneburg: siehe Braunschweig
    - Luxemburg
      - Gräfin: Ermesinde II. (1197–1247)

    - Mark
      - Graf: Adolf I. (1198–1249)

    - Mecklenburg
      - Mecklenburg
        - Fürst: Johann I. (1234–1264)

      - Werle
        - Fürst: Nikolaus I. (1234–1277)

      - Rostock
        - Fürst: Heinrich Borwin III. (1234–1278)

    - Markgrafschaft Meißen
      - Markgraf: Heinrich III. (1221–1288)

    - Namur
      - Graf: Balduin II. (1237–1256)

    - Nassau
      - Graf: Heinrich II. der Reiche (1198–1251)

    - Nürnberg
      - Burggraf: Konrad I. (1218–1261)

    - Oldenburg
      - Bruchhausen (1234–1259 gemeinsame Herrschaft)
        - Graf: Heinrich V. (1234–1259)
        - Graf: Ludolf (1234–1259)

      - Oldenburg (gemeinsame Herrschaft)
        - Graf: Johann I. (1233–1270)
        - Graf: Otto I. (1209–1251/52)

      - Wildeshausen
        - Graf: Heinrich IV. (1233–1270)

    - Ortenberg
      - Graf: Heinrich II. (1241–1257)

    - Österreich
      - Herzog: Friedrich II. der Streitbare  (1230–1246)

    - Pommern
      - Stettin
        - Herzog: Barnim I. (1220–1278)

    - Ravensberg
      - Graf: Ludwig (um 1220–1249)

    - Saarbrücken
      - Gräfin: Lauretta (1245–1271)

    - Schwerin
      - Graf: Gunzelin III. (1228–1274)

    - Steiermark
      - Herzog: Friedrich II. der Streitbare  (1230–1246)

    - Tecklenburg
      - Graf: Otto I. (1202–1263/64)

    - Thüringen
      - Landgraf: Heinrich Raspe (1241–1247)

    - Tirol
      - Graf: Albert III. (1190–1253)

    - Veldenz
      - Graf: Gerlach IV. (1214–1254)

    - Waldeck
      - Graf: Adolf I. (1228–1270)

    - Weimar-Orlamünde
      - Graf: Hermann II. (1206–1247)

    - Württemberg
      - Graf: Ulrich I. (1241–1265)

    - Zweibrücken
      - Graf: Heinrich II. (1237–1282)

- Italien
  - Ferrara
    - Podestà: Azzo VII. d’Este (1215–1264)

  - Kirchenstaat
    - Papst: Innozenz IV. (1243–1254)

  - Montferrat
    - Markgraf: Bonifatius II. (1225–1253/55)

  - Saluzzo
    - Markgraf: Thomas I. (1244–1296)

  - Savoyen
    - Graf: Amadeus IV. (1233–1253)

  - Sizilien
    - König: Friedrich I. (1198–1250)

  - Venedig
    - Doge: Jacopo Tiepolo (1229–1249)

  - Verona
    - Podestà: Ezzelino III. da Romano (1236–1259)

- Livland (Deutscher Orden)
  - Landmeister: Dietrich von Grüningen (1238-1241) (1242–1246)
  - Landmeister: Heinrich von Heimburg (1246–1248)

- Norwegen
  - König: Håkon IV. Håkonsson (1217–1263)

- Polen
  - Seniorherzog: Boleslaw V. (1243–1279)
  - Pommerellen
    - Danzig
      - Herzog: Swantopolk II. (1220–1266)

    - Liebschau
      - Herzog: Sambor II. (1220–1272)

- Portugal
  - König: Sancho II. (1223–1248) (1245 de facto abgesetzt)
  - Regent: Alfons III. (1245–1279) ab 1248 König

- Russland
  - Wladimir
    - Großfürst: Jaroslaw II. Wsewolodowitsch (1238–1246)
    - Großfürst: Swjatoslaw III. (1246–1248)

- Schlesien
  - Niederschlesien (Breslau)
    - Herzog: Boleslaw II. (1241–1248)

  - Oberschlesien (Oppeln-Ratibor)
    - Herzog: Mieszko II. (1230–1246)
    - Herzog: Wladyslaw I. (1246–1281/82)

- Schottland
  - König: Alexander II. (1214–1249)

- Schweden
  - König: Erik XI. (1222-1229) (1234–1250)

- Serbien
  - König: Stefan Uroš I. (1243–1276)

- Spanien
  - Aragon
    - König: Jakob I. (1213–1276)

  - Granada (Nasriden)
    - Emir: Muhammad I. ibn Nasr (1232–1273)

  - Kastilien-León
    - König: Ferdinand III. der Heilige (1230–1252)

  - Navarra
    - König: Theobald I. (1234–1253)

  - Urgell
    - Graf: Álvaro (1243–1268)

- Ungarn
  - König: Béla IV. (1235–1270)

- Walachei
  - Fürst: Mihai I. (1245–1273)

- Wales
  - Deheubarth (1234–1286 unter Oberherrschaft von Gwynned)
    - Fürst: Maredudd ap Rhys (1244–1271)

  - Gwynedd
    - König: Dafydd ap Llywelyn (1240–1246)
    - König: Llywelyn ap Gruffydd (1246–1282)
    - König: Owain der Rote ap Gruffydd (1246–1255)

  - Powys
    - Powys Fadog (Nord-Powys)
      - Fürst: Gruffydd Maelor ap Madog (1236–1269)

    - Powys Wenwynwyn (Süd-Powys)
      - Fürst: Gruffydd ap Gwenwynwyn (1240–1286)

- Zypern
  - König: Heinrich I. (1218–1253)